# Quartier de Charonne
Quartier de Charonne är Paris 80:e administrativa distrikt, beläget i tjugonde arrondissementet. Distriktet är uppkallat efter byn Charonne, vilken år 1860 inlemmades i Paris.
Tjugonde arrondissementet består även av distrikten Belleville, Saint-Fargeau och Père-Lachaise.

## Sevärdheter
- Saint-Germain de Charonne
- Saint-Jean-Bosco
- Saint-Gabriel
- Saint-Charles de la Croix-Saint-Simon
- Rue Saint-Blaise
- Jardin Casque-d'Or
- Jardin Janis-Joplin

## Bilder
| - De fyra administrativa distrikten i Paris tjugonde arrondissement. - Kyrkan Saint-Jean-Bosco, uppförd i art déco-stil. - Jardin Janis-Joplin. |

## Kommunikationer
- Tunnelbana – linjerna  – Maraîchers
- Tunnelbana – linjerna  – Buzenval